# Marie Zakrzewska
Marie Elizabeth Zakrzewska, née le 6 septembre 1829 à Berlin et morte le 12 mai 1902 à Boston, est une gynécologue, abolitionniste et féministe prussienne d'origine polonaise, naturalisée américaine en 1863.
Originaire de Berlin, elle s'intéresse à la médecine après avoir assisté sa mère sage-femme. Elle est surtout connue pour la création du New England Hospital for Women and Children, grâce auquel elle ouvre les portes à de nombreuses femmes intéressées par le domaine médical et leur offre la possibilité d'un apprentissage pratique. Au sein de l'hôpital The New England Hospital, elle crée la première école de formation générale pour les infirmières aux États-Unis. Son dynamisme et sa persévérance ont rendu l'idée des femmes dans la médecine moins intimidante. Elle est également à l'origine de la création des premiers bacs à sable pour enfants.

## Biographie

### Jeunesse
Lors de la partition finale de la Pologne, Ludwig Martin Zakrzewski et sa femme, Caroline Fredericke Wilhelmina Urban, se réfugient à Berlin, après avoir perdu une grande partie de leurs terres au profit de la Russie. Marie Elizabeth naît le 6 septembre 1829. Elle est l'aînée de six enfants. Marie Zakrzewska est une enfant brillante et excelle à l'école primaire[réf. nécessaire]. Elle présente des traits de caractère qui font d'elle une élève exceptionnelle. Ses professeurs l'applaudissent pour ses succès scolaires. Cependant, son père ne prévoit pas de la laisser poursuivre sa scolarité au-delà des années élémentaires. Marie Zakrzewska quitte l'école à l'âge de treize ans.
Après s'être installé à Berlin, Ludwig Zakrzewski travaille d'abord comme fonctionnaire de l'armée, puis comme fonctionnaire du gouvernement. Lorsqu'il perd son poste au gouvernement, il est contraint de retourner dans l'armée, réduisant sa famille à la pauvreté. Pendant les années de crise, la mère de famille s'inscrit à l'école gouvernementale de sages-femmes de Berlin. son cabinet médical connaît le succès et Marie Zakrzewski l'accompagne lors de la tournée chez les patientes. Elle document cette expérience dans son journal. Elle lit tous les livres de médecine qui lui tombent sous la main. Elle s'intéresse de plus en plus aux soins infirmiers et décide de devenir sage-femme.
Marie Zakrzewska demande à être admise à l'école gouvernementale de sages-femmes de l'Hôpital Universitaire de la Charité de Berlin, à dix-neuf ans, puis à vingt ans, mais elle est rejetée. Dr Joseph Schmidt, professeur de l'école, est impressionné par sa persistance. Il est également fasciné par Marie Zakrzewska en la regardant travailler avec sa mère. Elle est finalement admise lorsque le Dr Schmidt lui obtient une place. Elle est la plus jeune femme à fréquenter l'établissement, ce qui la rend très visible dans la salle de classe. Malgré les obstacles qui se dressent sur sa route, elle dépasse ses camarades et est diplômée en 1851. Le Dr Schmidt, impressionné par la réussite de Marie Zakrzewska, tente de la nommer cheffe des sages-femmes avec le titre de professeure au collège. Nombreux sont ceux qui pensent qu'elle tombera rapidement amoureuse et mettra fin à sa carrière. Malgré les difficultés, Marie Zakrzewska est nommée à ce poste à l'âge de vingt-deux ans. Elle est responsable de plus de deux cents étudiants, hommes compris. Le mentor de Marie Zakrzewska décède quelques heures seulement après sa prise de fonction. Des protestations conduisent au licenciement anticipé de Marie Zakrzewska après seulement six mois dans ce poste.

### Débuts aux États-Unis
Après avoir été licenciée, Marie Zakrzewska part aux États-Unis avec sa sœur, Anna Zakrzewska. Elle aspire à pouvoir pratiquer la médecine en tant que femme dans le pays. En 1853, Marie et sa sœur arrivent à New York. Après avoir pris contact avec un  médecin ami de la famille, elle se rend compte que les femmes médecins sont très désavantagées aux États-Unis. Il est extrêmement difficile pour elle de trouver un emploi en tant qu'assistante d'un médecin, et encore moins de s'établir comme soignante. Pour survivre, les sœurs se contentent de coudre des tissus brodés et de les vendre sur le marché ; elles gagnent ainsi jusqu'à un dollar par jour.
Bien que les affaires soient florissantes, Marie Zakrzewska ne peut s'empêcher de désirer une carrière médicale. Un an après son arrivée à New York, elle visite le Home for the Friendless, bien connu pour son soutien aux immigrants,. C'est là qu'on lui présente le Dr Elizabeth Blackwell, la première femme à obtenir son diplôme de médecine dans une université réservée aux hommes, aux États-Unis. Marie Zakrzewska est ravie de rencontrer une femme qui partage la même passion pour la médecine. Après cette rencontre, elle est invitée à rejoindre le personnel du dispensaire de Blackwell.
Elizabeth Blackwell organise l'entrée de Marie Zakrzewska dans le programme de médecine de la Western Reserve University, qui était à l'époque la seule à accepter des étudiantes. Marie Zakrzewska se heurte aussi à d'autres obstacles. Elle est l'une des quatre seules femmes sur les 200 étudiants de l'école de médecine. Personne ne veut partager un appartement avec une étudiante en médecine, alors Elizabeth Blackwell s'arrange pour lui trouver un hébergement temporaire chez Caroline Severance. Les hommes du campus accueille Marie Zakrzewska avec dégoût et hostilité[réf. nécessaire]. Ils adressent une pétition à l'institution pour que les femmes soient refusées après le trimestre d'hiver. Malgré ce parcours chaotique, elle reçoit son diplôme de médecine en mars 1856, à l'âge de vingt-sept ans.
Après l'obtention du diplôme, Marie Zakrzewska retourne à New York pour trouver un emploi. Elle espère que la recherche d'emploi sera plus facile avec un diplôme de médecine. Elle s'aperçoit rapidement que ce n'est pas plus simple. En tant que docteure, sa présence en public suscite des regards méprisants et elle est rapidement ostracisée par le public[réf. nécessaire]. Elizabeth Blackwell finit par utiliser l'arrière cuisine de sa maison comme cabinet médical, Marie Zakrzewska y accroche sa plaque de médecin pour la première fois. Les obstacles de la pratique de la médecine rencontrés par les deux femmes font germer l'idée de créer leur propre infirmerie pour répondre aux besoins médicaux des femmes et des enfants. Le 1er mai 1857, leur New York Infirmary ouvre. En 1859, le lieu repose sur une base solide de fonds avec un nombre croissant de patients. Une journée typique pour Marie Zakrzewska commence à 5h30 du matin et ne se termine pas avant 23h30.
Marie Zakrzewska se rend à Boston et tombe amoureuse de la ville. Elle se voit offrir un poste de professeure d'obstétrique et de maladies des femmes et des enfants, ainsi que la direction d'un nouveau programme à la clinique universitaire féminine de Boston[Laquelle ?]. Elle constate que les habitants de Boston sont plus favorables à consulter une femme médecin que ceux de New York. Lorsque le fondateur du collège, Samuel Gregory, insiste pour que les femmes médecins diplômées soient appelées doctoresses au lieu de docteur, Marie Zakrzewska démissionne de son poste en 1861. 

### The New England Hospital for Women and Children
En réfléchissant aux nombreux obstacles rencontrés dans sa vie, Marie Zakrzewska décide d'aider les futures femmes médecins. Elle pense que celles-ci ont besoin d'un hôpital dans lequel elles ne soient pas privées d'enseignement et peuvent aussi pratiquer. Le New England Hospital for Women and Children ouvre ses portes le 1er juillet 1862. Ses objectifs sont de fournir aux femmes un cursus médical dispensé par des médecins du même sexe, de leur donner la possibilité d'exercer et de former des infirmières. Elle souligne son intention de prouver que les femmes sont tout aussi capables que les hommes de diriger un hôpital et de pratiquer la médecine.
Le New England Hospital n'est pas le seul hôpital de Boston à offrir des soins aux femmes et aux enfants à l'époque. Cependant, il est l'unique à offrir une pratique clinique aux femmes médecins. Pour Marie Zakrzewska, c'est une chose d'apprendre la pratique et une autre de pratiquer. De nombreuses femmes n'ont pas eu la possibilité d'apprendre la médecine d'un point de vue pratique, ce qui, pour Marie Zakrzewska, est essentiel pour devenir médecin. Le New England Hospital est aussi le premier hôpital de Boston à offrir des soins gynécologiques et obstétriques et le premier hôpital du pays à proposer une école de formation générale pour les infirmières. La plupart des soins sont gratuitement prodiguer aux pauvres.
Le personnel de l'établissement s'agrandit au fil des ans et comprend des médecins notables comme Mary Putnam Jacobi, Lucy E. Sewall, Anita Tyng et Henry Ingersoll Bowditch.